# ميشيلا ديتز
ميشيلا ديتز (هانغل: 미케일라 디츠) (بالإنجليزية: Michaela Dietz)‏ هي مغنية وممثلة كورية جنوبية وأمريكية، ولدت في 1 نوفمبر 1982 في سول في كوريا الجنوبية.

## أعمال

### مسلسلات
- ستيفن البطل

## وصلات خارجية
- ميشيلا ديتز على موقع IMDb (الإنجليزية)
- ميشيلا ديتز على موقع ميوزك برينز (الإنجليزية)
- ميشيلا ديتز على موقع ميوزك برينز (الإنجليزية)
- ميشيلا ديتز على موقع ديسكوغز (الإنجليزية)
- ميشيلا ديتز على موقع قاعدة بيانات الفيلم (الإنجليزية)